# Hibbertia comptonii
Hibbertia comptonii är en tvåhjärtbladig växtart som beskrevs av E. G. Baker. Hibbertia comptonii ingår i släktet Hibbertia och familjen Dilleniaceae. Inga underarter finns listade i Catalogue of Life.